# Nikolai Gumiliov
Nikolai Gumiliov   (Kronstadt, 3 d'abril de 1886 (Julià) - Sant Petersburg, 26 d'agost de 1921), nom complet amb patronímic Nikolai Stepànovitx Gumiliov (rus: Никола́й Степа́нович Гумилёв ( ? i  escolteu-ne la pronunciació en rus), Kronxtadt, 1886 – Petrograd, 1921) fou un influent poeta rus, crític literari, viatger, i oficial de l'exèrcit. Va ser el primer marit d'Anna Akhmàtova i pare de l'historiador Lev Gumiliov. Nikolai Gumiliov fou arrestat i executat per la Txekà el 1921
Figura central del moviment acmeísta al costat de poetes com Anna Akhmàtova i Óssip Mandelxtam, la seva poesia conserva sempre una aroma adolescent, per la seva passió pel viatge i l'exotisme i pel seu freqüent to fatalista. Molt popular en vida, va exercir un influx molt intens sobre els poetes joves. Durant el règim soviètic la seva poesia va ser prohibida.

## Biografia

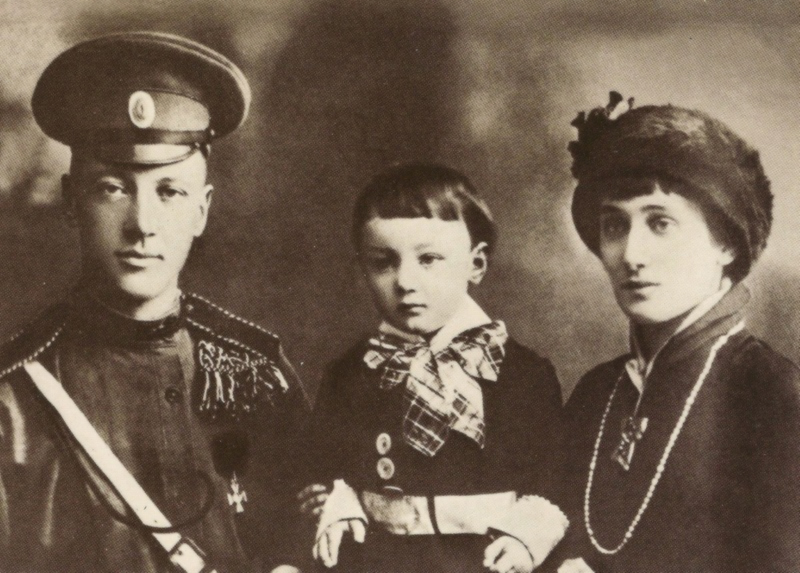
Nikolai Gumiliov, Anna Akhmàtova i el fill de tots dos, Lev Gumiliov, 1913.

Va néixer a Kronstadt, prop de Sant Petersburg; fill del metge naval Stepan Iakòvlevitx Gumiliov (1836-1920) i d'Anna Ivànovna Lvova (Gumiliova) (1854-1942). Va cursar estudis al liceu de Tsàrskoie Seló, del qual era director el poeta simbolista Innokenti Ànnenski (1855-1909).
En acabar el batxillerat al liceu de Tsàrskoie Seló, va marxar a París i va estudiar a La Sorbona. A partir de 1902 va començar a publicar poesia. El 1905 va aparèixer el seu primer llibre, la col·lecció Путь конквистадоров (El camí dels conqueridors). Durant la seva estada a París va editar la revista literària Sirius, de la qual van sortir tres números.
A partir de 1907 va realitzar diversos viatges per Itàlia, França i Àfrica. Fascinat pel continent africà, Gumiliov va viatjar allà periòdicament. A l'Àfrica va participar en safaris i obté diversos objectes d'artesania per al Museu d'Antropologia i Etnografia de Sant Petersburg. Inspirant-se en aquestes vivències escriure el seu segon llibre de poemes: Романтические цветы ("Flors romàntiques"), que va aparèixer el 1908.
De retorn a Rússia, va col·laborar amb el diari artístic Aполлон (Apol·lon, Apol·lo). El 1909 va protagonitzar un estrany incident: un duel fallit amb un altre col·laborador de la revista, el gran poeta Maksimilian Voloixin (1877-1932), arran de la correspondència amorosa que va mantenir Gumiliov amb l'espúria poetessa Txerubina de Gabriak (segurament pseudònim d'Elizaveta Dmítrieva).
El 1910 freqüenta les celebracions literàries del poeta simbolista Viatxeslav Ivànov (1866-1949), a les quals acudia també la jove poetessa Anna Akhmàtova (Anna Andréievna Gorenko, 1889-1966). Aquest mateix any publica el poemari Жемчуга ("Perles").
Gumiliov va casar amb Anna Akhmàtova el 25 d'abril de 1910. Ell li va dedicar alguns dels seus poemes. El 18 de setembre de 1912, neix el seu fill Lev, que amb el temps es convertirà en un historiador influent i controvertit.

## Viatja a Àfrica

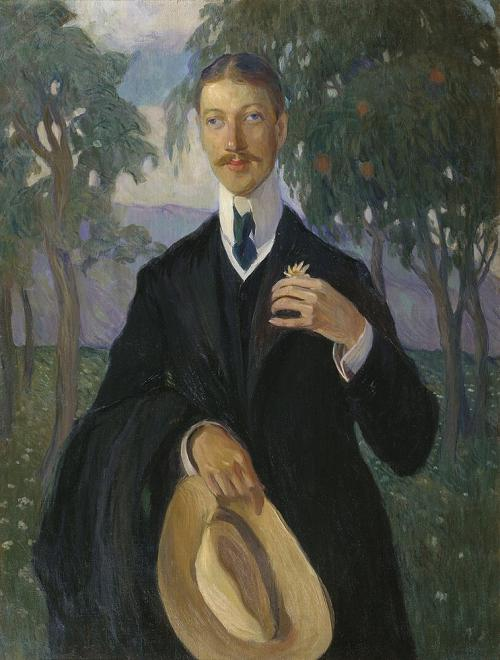
Retrat de Gumiliov amb l'Àfrica de fons per Olga Del·la-Vos-Kardovskaia, 1909

Igual que Flaubert i  Rimbaud abans que ell, però inspirada en les gestes d'Aleksandr Bulatóvitx i Nikolai Leóntiev, Gumiliov estava fascinat amb Àfrica i va viatjar allà gairebé cada any. Va explorar, va contribuir al desenvolupament d'Etiòpia, en algun moment caçà lleons, i va portar al museu d'antropologia i etnografia de Sant Petersburg una gran col·lecció d'objectes africans. La seva col·lecció històrica La Carpa (1921) recull el millor dels seus poemes en temes africans, un d'ells "Girafa"
Avui que veig tan trista la teva mirada,

i els teus braços tan prims, abraçant-te els genolls,

Escolta: lluny, ben lluny, a les ribes del Txad

vaga la insigne girafa.

Té un aire graciós, té el do de la tendresa

i li adorna la pell un màgic arabesc.

Amb ell només la lluna gosa comparar-se,

quan es desfà i es gronxa a l'aigua del gran llac.

De lluny, sembla un vaixell de velam virolat,

amb la cursa que traça, vol joiós d'ocell.

Jo sé que la terra veu moltes coses belles

quan a la posta es colga a la gruta de marbre.

Sé contes alegres sobre llocs de misteri,

noies negres, passions de joves cabdills,

però tu has aspirat tant temps boires feixugues,

que no vols creure en res més que no sigui la pluja.

I com et parlaré del jardí tropical,

d'esveltes palmeres, d'ignotes sentors d'herba...

Que plores? Doncs escolta... lluny, en el llac Txad

vaga la insigne girafa. »

## La Confraria dels Poetes
El 1910, Gumiliov va caure sota l'encís del poeta simbolista i filòsof Viatxeslav Ivànov i absorbit els seus punts de vista sobre la poesia a les vetllades que celebrava Ivànov en la seva cèlebre "Casa de Torrasses". La seva esposa Akhmàtova també l'acompanyava en aquestes festes d'Ivànov.
Insatisfet amb el vague misticisme del simbolisme rus, que imperava llavors en la poesia russa, Gumiliov i Serguei Gorodetski van establir l'anomenada Confraria dels Poetes, a imatge i semblança dels gremis medievals d'Europa Occidental. Van defensar l'opinió que la poesia necessita l'artesania com l'arquitectura necessita aquella. Comparaven el fet d'escriure un bon poema amb la construcció d'una catedral. Per il·lustrar els seus ideals, Gumiliov va publicar dues col·leccions, Les Perles el 1910 i Cel estranger el 1912. Va ser Óssip Mandelxtam, però, qui va produir el més distintiu i durador monument del moviment, la col·lecció de poemes titulada Pedra (1912).
D'acord amb els principis de l'acmeisme (tal com el moviment va arribar a ser anomenat pels historiadors de l'art), tota persona, independentment del seu talent, pot aprendre a produir poemes d'alta qualitat només seguint els mestres del gremi, és a dir, Gumiliov i Gorodetski. El seu propi model era Théophile Gautier, i varen manllevar molts dels seus principis bàsics dels parnasians francesos. Tal programa, combinat amb el colorit i exòtic tema dels poemes de Gumiliov, atragueren al Gremi un gran nombre d'adolescents. Diversos poetes importants, en particular Gueorgui Ivànov i Vladímir Nabókov, van passar per l'escola de Gumiliov, tot i que de manera informal.

## L'experiència de la guerra
Quan va començar la Primera Guerra Mundial, Gumiliov es va allistar a l'exèrcit i es va integrar en un cos de cavalleria d'elit. Va lluitar en les batalles a l'est de Prússia i Macedònia. Per la seva valentia va ser investit amb dos Creus de Sant Jordi (24 de desembre del 1914 i 5 de gener del 1915). Els seus poemes de guerra es van aplegar a la col·lecció El buirac (1916). El 1916 va escriure una obra en vers, Gondla, que es va publicar l'any següent; ambientada a la Islàndia del segle ix, dividida entre el seu paganisme natiu i el cristianisme irlandès, un fet que també és clarament autobiogràfic, Gumiliov posa molt de si mateix en l'heroi Gondla (un irlandès triat com a rei, però rebutjat pels jarls, que se suïcida per assegurar el triomf del cristianisme) i la núvia salvatge de Gondla, Lera, es basa en la dona de Gumiliov, Anna Akhmàtova. L'obra es va representar a Rostov del Don el 1920 i, fins i tot després de l'execució de l'autor per la Txekà, a Petrograd, el gener de 1922.
| « | L'obra, malgrat les seves escenes de multituds que es representaven en un petit escenari, va ser un gran èxit. No obstant això, quan el públic de Petrograd va preguntar per l'autor, que ara era, oficialment, un traïdor contrarevolucionari executat, l'obra va ser retirada del repertori i el teatre es va dissoldre. | » |

El febrer de 1934, mentre caminaven per un carrer de Moscou, Óssip Mandelxtam cita les paraules de Gondla "Estic disposat a morir" a Akhmàtova, i ella les va repetir en el seu "Poema sense heroi".
Durant la Revolució Russa, Gumiliov serveix al Cos Expedicionari Rus a París. Malgrat els consells en contra, va tornar ràpidament a Petrograd. Allí va publicar diverses col·leccions noves, Tabernacle i Foguera, i finalment es va divorciar de Akhmàtova (5 d'agost de 1918), a qui havia deixat per una altra dona diversos anys abans. A l'any següent es va casar amb Anna Nikolàievna Engelhardt, una dona de la noblesa i filla d'un conegut historiador.

## Darrers poemes i mort
"Tot i les dures experiències dels viatges i les batalles reals, es va mantenir, fins al final de la seva vida, un col·legial en trànsit per la Ilíada de la Infància - Les aventures de Huckleberry Finn i Tom Sawyer. Mai no va superar la influència de Mayne Reid, Alexandre Dumas (pare), Jules Verne, Gustave Aimard i altres." El 1920 Gumiliov cofundà la Unió d'Escriptors de Totes les Rússies. Gumiliov no va amagar mai els seus punts de vista anticomunistes. També es va senyar en públic i no li va importar ocultar el seu menyspreu pels mig alfabetitzats bolxevics.
El 3 d'agost del 1921 va ser arrestat per la Txekà sota acusacions de participació en la conspiració monàrquica coneguda com "l'organització militar de Petrograd" o conspiració Tagàntsev. El 24 d'agost, la Txekà de Petrograd va decretar l'execució dels 61 participants en el cas, entre ells Nikolai Gumiliov. Van ser afusellats el 25 d'agost al Bosc Kovalevski. El cas va ser declarat oficialment com a "completament fabricat" i el 1992 totes les víctimes foren rehabilitades per les autoritats russes.
Hayward, en una introducció al llibre de poesia d'Akhmàtova, escriu que l'execució col·locà un estigma sobre Anna i el seu fill amb Nikolai, Lev. L'arrest de Lev en les purgues dels anys 30 estaven basades en el fet de ser fill del seu pare.
Tot i que "prohibit en l'època soviètica, Gumiliov ser estimat pel seu anhel adolescent per viatjar, per les girafes i hipopòtams, pels seus somnis de capità de quinze anys" i fou "un poeta favorit entre els geòlegs, arqueòlegs i paleontòlegs." El seu "Tramvia que va perdre el rumb" és considerat un dels més grans poemes del segle xx.
La banda russa de rock progressiu Petites Tragèdies (rus: Маленькие Трагедии, Màlenkie Traguédii) utilitzà la poesia de Gumiliov en moltes de les seves cançons, i han basat quatre dels seus àlbums exclusivament en la poesia de Gumiliov (El Sol de l'Esperit, Pavelló de Porcellana, Retorn, Creu).

## Traduccions al català
- Poesia russa contemporània: Antologia. Millors obres de la literatura universal. Segle XX; 52. Edició a cura de Ricard San Vicente. Traducció de Jacint Boboas. Edicions 62, Barcelona, 1991. ISBN 9788429731958